# Olin Kreutz
Olin George Kreutz (* 9. Juni 1977 in Honolulu, Hawaii) ist ein US-amerikanischer ehemaliger American-Football-Spieler auf der Position des Centers. Er spielte für die Chicago Bears und die New Orleans Saints in der National Football League (NFL). 

## Spielerlaufbahn
Kreutz wurde als Jüngster von vier Söhnen seiner Eltern Henry und Laura Kreutz in Honolulu geboren. Er besuchte die St. Louis High School in Honolulu und spielte dort American Football. Kreutz war auch ein hervorragender Leichtathlet und Ringer. Im Schwergewicht gewann er dabei die Staatsmeisterschaft von Hawaii. Kreutz studierte nach seinem Schulabschluss an der University of Washington. 1997 konnte seine Collegemannschaft in den Aloha Bowl einziehen und die Mannschaft der Michigan State University mit 51:23 besiegen. 1998 brach er sein Studium vorzeitig ab und wurde in der NFL Draft von den Chicago Bears in der dritten Runde an 64. Stelle ausgewählt. Ab der Saison 1999 wurde Kreutz von seinem Head Coach Dick Jauron regelmäßig als Starter auf der Position des Centers eingesetzt. 2006 gelang den Bears unter Head Coach Lovie Smith der Einzug in den Super Bowl. Dieser wurde allerdings mit 29:17 gegen die Indianapolis Colts verloren.
Für die NFL-Saison 2011 unterschrieb Kreutz einen Einjahresvertrag bei den New Orleans Saints. Kreutz spielte aber nur drei Spiele, dann fiel er mit einer Verletzung aus. Im Oktober 2011 trat Kreutz dann zurück und teilte den Saints mit, dass er sein Interesse am Football verloren habe und künftig nicht mehr spielen wolle.

## Ehrungen
Kreutz spielte sechsmal im Pro Bowl und wurde zweimal zum All-Pro gewählt.

## Abseits des Spielfelds
Kreutz ist mit seiner Schulfreundin verheiratet und hat sechs Kinder.